# Manometr
Manometr (též tlakoměr) je mechanické měřidlo tlaku plynu nebo kapaliny. Speciální druhy manometrů mohou mít své vlastní názvy, např. barometr, barograf, aneroid. Velmi rozšířené je použití jako měřidla tlaku vzduchu v pneumatikách aut.

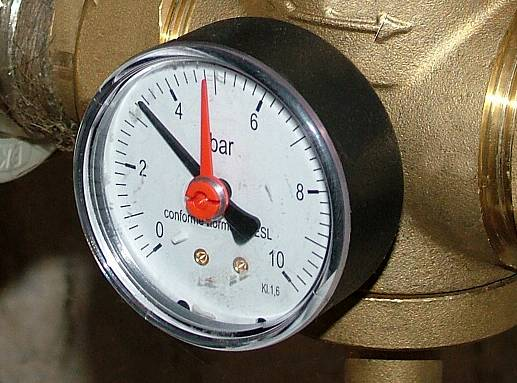
Manometr

Manometry mohou být založeny na různém principu:
1. porovnávání měřeného tlaku plynu s hydrostatickým tlakem kapaliny v trubici tvaru U,
2. deformace deformačního členu působením měřeného tlaku.

Jako deformační členy se nejčastěji používají např. membrány, vlnovce nebo tzv. Bourdonova trubice, která se zhotovuje nejčastěji z mosazi nebo (pro vyšší tlaky) z oceli. Bourdonova trubice je trubice eliptického průřezu stočená do kruhového oblouku. Jeden konec je spojen se vstupem tlaku a druhý uzavřen a spojen přes převodové ústrojí s ukazatelem na stupnici. Při působení tlaku má trubice tendenci se narovnávat a eliptický průřez změnit na kruhový. Rozsahy těchto manometrů jsou od 0 do cca 2000 MPa.

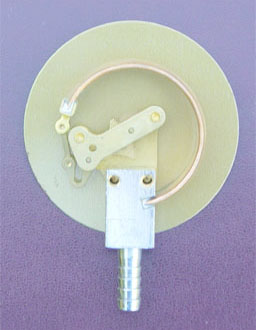
Manometr S Bourdonovou trubicí.

## Kondenzační smyčka
Pokud je manometr určen k měření tlaku horké vodní páry, umisťuje se manometr nad potrubí s parou a připojuje se přes kondenzační smyčku (v praxi též zvanou Prasečí ocásek). Je to jednoduchá šroubovice, jejíž osa je vodorovná. Ve smyčce pára zkondenzuje na vodu, která zůstane v nejnižším místě šroubovice a oddělí manometr od páry. Tím zabrání, aby teplota páry ovlivňovala měření.